# Pallacanestro 3x3 al XVIII Festival olimpico estivo della gioventù europea
Le competizioni di pallacanestro 3x3 al XVIII Festival olimpico estivo della gioventù europea si sono svolte dal 21 al 26 luglio 2025 a Skopje, in Macedonia del Nord

## Podi
| Evento               | Oro                                                                               | Argento                                                                      | Bronzo                                                     |
| Maschile (dettagli)  | Lituania Tautvydas Rudys Tadas Augustauskas Ignas Leščiauskas Neilas Vitkauskas   | Francia Juwan Ekanga-Ehawa Boris Simonovic Nils Lobry-Pathouot Noah Marchand | Slovenia Nik Jovic Martin Žerjal Miha Smrekar Rok Kozel    |
| Femminile (dettagli) | Polonia Magdalena Kloska Zuzanna Winkel Helena Maria Danielewicz Lena Brzustowska | Francia Imane Founé Loubibet Bea Peeters Emma Dechanoz Pauline Neau          | Slovenia Lena Trantura Anja Močnik Nika Blagus Nika Ocvirk |

## Medagliere
Nazione ospitante 
| Posizione | Paese    | Oro | Argento | Bronzo | Totale |
| --------- | -------- | --- | ------- | ------ | ------ |
| 1         | Lituania | 1   | 0       | 0      | 1      |
| 1         | Polonia  | 1   | 0       | 0      | 1      |
| 3         | Francia  | 0   | 2       | 0      | 2      |
| 4         | Slovenia | 0   | 0       | 2      | 2      |
| Totale    | Totale   | 2   | 2       | 2      | 6      |